# Prix Desbordes-Valmore
Le prix Desbordes-Valmore est un prix littéraire attribué principalement à des poétesses par la Société des poètes français, d'après le nom de Marceline Desbordes-Valmore (1786-1859), femme de lettres française.

## Historique
Le prix Desbordes-Valmore est créé par André Foulon de Vaux. C'est initialement un prix sans candidature, doté de 2 000 francs, puis de 10 000 francs, qui en 1955 fait partie des grands prix décernés annuellement par la Société des poètes français. Disparu ensuite, le prix réapparait en 2018 à la Société des poètes français pour récompenser des poèmes au rythme innovant, traitant d'amour passionné ou de la mort de proches, dans le cadre d'une démarche visant à mettre en lumière des poétesses du passé.

## Autres prix nommés d'après Marceline Desbordes-Valmore
Le dimanche 28 octobre 1888, un prix sportif Desbordes-Valmore a été attribué pour une course à pied de 1500 mètres,. La récompense du premier prix était une œuvre d'art.
Trois prix Marceline Desbordes-Valmore ont aussi été attribués à des poètes femmes lors de l'édition 1997 du concours poétique annuel des jeux floraux du Béarn.

## Liste des lauréates
- 1937 : France Lambert[11]
- 1938 : Suzanne Bouchot[12], autrice de Quand se penchent les lys[13]
- 1939 : Suzie Bournet[14]
- 1940 : Rose Malhamé[15]
- 1942 : Marie-Louise Boudat[16]
- 1943 ou 1944 : Suzanne Cita-Malard[17],[18]
- 1946 : Anne-Marie Oddo[19]
- 1947 : Raymonde Lefèvre[20]
- 1949 ou avant : Claude Dervenn[21]
- avant 1950 : Georgette Chaillot-Nikolitch[22]
- 1950 : Yvonne Gautier[23]
- 1953 : Marthe-Claire Fleury[24],[25]
- 1954 : Ginette Bonvalet, autrice de Bleu Noir[3]
- 1955 : Huguette Chevalard-Filippi[26]
- vers 1957 : Jane Kieffer[27],[28]
- 1957 : Anne-Marie de Backer[29]
- 1958 : Marie-Louise Vidal de Fonseca[30]
- 1960 : Germaine Gillet-Renaud [31]
- vers 1960 : Pierrette Sartin[32],[33],[34]
- vers 1961 :  Jeanine Moulin[35]
- 1967 ou après : Catherine Paysan[36]
- 1968 : Anne Hébert[37]
- 1970 : Andrée Sodenkamp[38]
- vers 1972 : Micheline Dupray[39], autrice de Parfois l'herbe est trop douce[40]
- 1975 : Brigitte Level[41],[42]
- 1978 : Anne-Marie Kegels[43]
- 1981 ou avant : Claire de La Soujeole[44]
- 1985 : Simone Dufay pour Les Poussières du vent[45]
- 1989 : Marie Chevallier[46],[47]
- 1993 : Jacqueline Delpy[48]
- 1998 ou 1999 : Diana Letheu[49]
- 2011 : Yvonne Le Meur-Rollet[50]
- 2012 : Julie Cabue[50]
- 2018 : non attribué[6]
- 2019 : Yves Mur[6]
- 2020 : Jean-Baptiste Besnard[51] pour son poème « Rire »
- 2021 : Parme Ceriset pour son recueil « Femme d'eau et d'étoiles »[52],[53],[54],[55]
- 2022 : Laure Aptel pour « Laisser passer les Anges »[56]